# Solució hipotònica

La pressió osmòtica és la pressió hidroestàtica produïda per una solució en un volum dividit per una membrana semipermeable a causa de la diferència de concentracions del solut.

Una solució hipotònica és una solució en la qual el solvent (com pot ser un plasma diluït) té una menor concentració de solut (sals, etc.) que la que hi ha en el medi cel·lular intern (o citoplasma). En condicions hipotòniques la cèl·lula augmentarà el volum, ja que, en un intent de restablir l'equilibri osmòtic a banda i banda de la membrana cel·lular, el solvent difondrà cap a l'interior.

## Biologia
En biologia, una solució hipotònica és aquella que té menor concentració de solut en el medi exterior en relació amb el medi interior de la cèl·lula, és a dir, a l'interior de la cèl·lula hi ha una quantitat de sal major que la que es troba en el medi en què habita. Una cèl·lula submergida en una solució amb una concentració més baixa de materials dissolts és en un ambient hipotònic; la concentració d'aigua és més alta (a causa de tenir tan pocs materials dissolts) fora de la cèl·lula que dins. Sota aquestes condicions, l'aigua es difon a la cèl·lula, és a dir, es produeix osmosi de líquid cap a l'interior de la cèl·lula.
Una cèl·lula en un ambient hipotònic s'infla amb l'aigua i pot explotar; quan es dona aquest cas en els glòbuls vermells de la sang, s'anomena hemòlisi. Els organismes que viuen en sòls de rierols i llacs habiten en aigua de pluja modificada, que és un ambient hipotònic. Les cèl·lules animals sofreixen el fenomen de citòlisi, que porta a la destrucció de la cèl·lula, a causa del pas de l'aigua a l'interior. D'altra banda, en les cèl·lules vegetals ocorre el fenomen de pressió de turgència: quan entra aigua, la cèl·lula s'infla però no es destrueix a causa de la gran resistència de la paret cel·lular.